# Экдейоколеевые
Экдейоколеевые (Ecdeiocoleaceae) — семейство цветковых растений. Оно признается немногими систематиками.
Система APG II (2003) признает это семейство и относит его к порядку злакоцветные, в кладу коммелид, относящуюся к монокотам. Два вида относятся к родам экдейоколея (Ecdeiocolea) и Georgeantha, оба растут в Юго-Западной Австралии.

## Таксономия
Семейство включает 3 вида в 2 родах:
- Ecdeiocolea F.Muell. (1874) — Экдейоколея
  - Ecdeiocolea monostachya F.Muell. (1874) — Экдейоколея одноколосая
  - Ecdeiocolea rigens B.G.Briggs (2011)
- Georgeantha B.G.Briggs & L.A.S.Johnson (1998)
  - Georgeantha hexandra B.G.Briggs & L.A.S.Johnson (1998)